# Гільдія професійних внутрішніх аудиторів України
Всеукраїнська громадська організація «Гільдія професійних внутрішніх аудиторів України» (скорочена назва - Гільдія) заснована 04 травня 2006 року.
Гільдія є найстарішою громадською організацією, яка об'єднує внутрішніх аудиторів та аудиторів в Україні. 
Після з'їзду 28 жовтня 2017 року до сфери інтересів організації також потрапили і аудитори.
Сертифікація внутрішніх аудиторів здійснюється виключно державною мовою.

### Мета створення
Спочатку Гільдія створювалася з метою просування в Україні концепції внутрішнього аудиту.

### Місія. Основні напрямки роботи Гільдії
• Впровадження стандартів (у т.ч. і міжнародних) внутрішнього аудиту та Кодексу професійної етики в роботу вітчизняних фахівців системи контролю з урахуванням особливостей законодавства України; 
• Сприяння сертифікації рівня знань внутрішніх аудиторів та запровадження постійно діючої системи підвищення кваліфікації; 
• Ознайомлення внутрішніх аудиторів України із закордонним досвідом колег по фаху; 
• Захист професійних інтересів внутрішніх аудиторів перед роботодавцями та лобіювання інтересів фаху в органах влади.

### Історія

#### Заснування
Гільдія організована за ініціативи громадян України з метою створення умов для запровадження у вітчизняному управлінні, особливо корпоративному, професійного внутрішнього аудиту у відповідності з сучасними світовими вимогами та стандартами якості аудиторських послуг. Свідоцтво про реєстрацію Мін’юсту України від 04 травня 2006 р. № 2444.

#### З'їзд 28 жовтня 2017 року
В ході з'їзду 28 жовтня 2017 року було прийнято такі зміни:
1. До сфери інтересів Гільдії також потрапили і аудитори;
2. Статут організації було приведено у відповідність до вимог Закону
3. Відбулися зміни у складі Вищої Ради Гільдії.

#### Установчий з'їзд аудиторів України 14 липня 2018 року
14 липня 2018 року на виконання вимог Закону України «Про аудит фінансової звітності та аудиторську діяльність» було проведено установчий з'їзд аудиторів України. 
Головою установчого з'їзду аудиторів України обрано Почесного президента Гільдії професійних внутрішніх аудиторів України, д.е.н. Редька Олександа Юрійовича. Законом Голові установчого з'їзду аудиторів України доручено підписати перший Статут нової Аудиторської палати України.

### Співпраця з органами державної влади
Згідно з Наказом ДФС від 03.11.2016 № 908 ВГО «Гільдія професійних внутрішніх аудиторів України» входить до складу Громадської ради при Державній фіскальній службі України. У складі Громадської ради при ДФС Гільдію представляє Віце-президент Павлова Ірина Миколаївна.
Серед членів гільдії-державних службовців найбільше внутрішніх аудиторів Міністерства оборони України.
Друге місце належить внутрішнім аудиторам Міністерства юстиції України.
31 жовтня 2017 року гільдія підписала договір про співробітництво з Аудиторською палатою України. У відповідності до цього договору гільдії надано право здійснювати діяльність з організації удосконалення професійних знань сертифікованих аудиторів з метою підготовки їх до контрольного тестування, а також проведення такого тестування.

### Співпраця з навчальними закладами
Гільдія активно співпрацює з Національним центром обліку та аудиту при Національній академії статистики, обліку та аудиту.